# 11413 Catanach
A 11413 Catanach (ideiglenes jelöléssel 1999 JG21) a Naprendszer kisbolygóövében található aszteroida. A LINEAR projekt keretében fedezték fel 1999. május 10-én.